# Tilly Scott Pedersen
Tilly Scott Pedersen (Ulfborg, 1975) is een Deens actrice en fotomodel. 
Ze werd geboren en groeide op in Ulfborg op het Deense platteland bij de Noordzee. Ze woont en werkt sinds haar zeventiende in New York, waar ze de studies "documentairefotografie" in New Jersey en design aan de Parson School of Design volgde. Ze werkte als fotografe en in een bar in Soho, waar ze ontdekt werd en haar carrière als fotomodel op gang kwam. Ze werkte voor onder meer CoverGirl, Esprit, Banana Republic en Avon en liep al modeshows voor Yves Saint Laurent, Burberry, Diesel en vele anderen.
In 2005 speelde ze een hoofdrol als Franc in de Deens-IJslandse film Voksne mennesker van de IJslandse regisseur Dagur Kári, internationaal uitgebracht als Dark Horse. Ze werd voor haar rol genomineerd in eigen land voor de Zulu Award voor beste actrice. In 2008 vertolkte zij de rol van Uta in de film The Women. In 2011 volgde een hoofdrol als Camilla in de Deense sitcom Anstalten. In 2013 had ze een kleine rol in L'Écume des jours van Michel Gondry en een gastrol in de Deense komedieserie Tomgang.
- Bibsys: 7001706
- Bibliothèque nationale de France: cb17015875n (data)
- Gemeinsame Normdatei: 140596313
- International Standard Name Identifier: 0000 0001 1398 959X
- Système universitaire de documentation: 158132114
- Virtual International Authority File: 166710876
- WorldCat: E39PBJjCXbM3tDhhk8QckVCxXd